# Communauté de communes du Canton de Lorris
Die Communauté de communes du Canton de Lorris ist ein ehemaliger französischer Gemeindeverband mit der Rechtsform einer Communauté de communes im Département Loiret in der Region Centre-Val de Loire. Sie wurde am 1. Januar 1998 gegründet und umfasste 14 Gemeinden. Der Verwaltungssitz befand sich im Ort Lorris.

## Historische Entwicklung
Mit Wirkung vom 1. Januar 2017 fusionierte der Gemeindeverband mit
- Communauté de communes de Châtillon-Coligny sowie
- Communauté de communes du Bellegardois

und bildete so die Nachfolgeorganisation Communauté de communes Canaux et Forêts en Gâtinais. 

## Ehemalige Mitgliedsgemeinden
1. Chailly-en-Gâtinais
2. Châtenoy
3. Coudroy
4. La Cour-Marigny
5. Lorris
6. Montereau
7. Noyers
8. Oussoy-en-Gâtinais
9. Ouzouer-des-Champs
10. Presnoy
11. Saint-Hilaire-sur-Puiseaux
12. Thimory
13. Varennes-Changy
14. Vieilles-Maisons-sur-Joudry